# 片桐孝利
片桐 孝利（かたぎり たかとし、慶長6年（1601年）-  寛永15年8月1日（1638年9月8日））は、大和竜田藩の第2代藩主。且元系片桐家2代。初代藩主・片桐且元の次男。正室は伊奈忠政の娘。官位は従五位下、出雲守。
慶長6年（1601年）、摂津国に生まれる。幼名は次郎助。元包。慶長14年（1609年）、豊臣姓を下賜された。
豊臣滅亡後は徳川家将軍の江戸幕府に臣従し、慶長20年（1615年）、父の死去により跡を継ぐ。高野山の造営奉行など、奉行職を良く務めた。寛永15年（1638年）8月1日、38歳で死去した。
弟の為元を末期養子として、4万石から1万石へ減封されたが家督相続が認められた。
墓所は東京都港区高輪の源昌寺。

## 系譜
- 父：片桐且元（1556-1615）
- 母：不詳
- 正室：伊奈忠政の娘
- 養子
  - 男子：片桐為元（1611-1654） - 片桐且元の四男